# Kandyca
Kandyca is een geslacht van hooiwagens uit de familie Trionyxellidae.
De wetenschappelijke naam Kandyca is voor het eerst geldig gepubliceerd door Roewer in 1915. 

## Soorten
Kandyca is monotypisch en omvat slechts de volgende soort:
- Kandyca minima